# Lincoln Township (comté de Daviess, Missouri)
Lincoln Township est un township du comté de Daviess dans le Missouri, aux États-Unis,.
Il est fondé en 1866 et baptisé en référence à Abraham Lincoln, 16e président des États-Unis.

## Source de la traduction
- (en) Cet article est partiellement ou en totalité issu de l’article de Wikipédia en anglais intitulé « Lincoln Township, Daviess County, Missouri » (voir la liste des auteurs).